# 帝国電機製作所
帝国電機製作所（ていこくでんきせいさくしょ、英: TEIKOKU ELECTRIC MFG.CO.,LTD.）は、兵庫県たつの市新宮町に本社を置く機械メーカーであり、東証プライムに上場している。

## 概要
化学液が漏れない完全無漏洩ポンプ（キャンドモータポンプ）を主力製品とし、研究開発から設計、製造、販売、メンテナンスまで一貫して行っている。
主に石油化学プラント、ファインケミカル、医薬、食品業界、原子力発電所、変電所で使用され、シェアは国内・約60%、世界・約40%と世界一を誇る。
現在では、キャンドモータポンプを主な製品とする「ポンプ事業」が売り上げの大半を占める。過去には、コントロールユニットのような自動車用電装品とシーケンサ用基板などの産業機器用基板を主な製品とする「電子部品事業」のほか、昇降機などの特殊機器や健康食品などの事業を展開していた。
社是は「みんなで良くなろう」「誠実に事に当たろう」「積極的にやろう」である。

## 歴史
1939年、大阪で二人のエンジニアが始めた鉄道信号機の製造、販売が始まり。鉄道の指定工場として認められ、主に大阪鉄道局管内の各種信号を製作していた。その後、朝鮮総督府鉄道局、南満州鉄道株式会社、華北交通株式会社から鉄道電気信号用品を受注するなど、電気信号メーカーとしての基盤を築き上げていく。
1943年、川西航空機株式会社の協力工場として航空機用電気部品の製造を開始。
1945年、軍需省監督工場の指定を受け、資本金80万円に増資。
1947年、当時としては画期的であった電気自動車「エレカ号」を開発。一度充電すると2〜3時間、距離にして約50kmしか走行できなかったが、箱根宮ノ下の急坂で行われた通産省主催の性能テストで優秀さが認められた。しかし、1949年、原油の輸入統制が解除となり、ガソリン自動車が一躍脚光を浴び始めたことで、電気自動車事業から撤退。その後、1952年にハイテンションマグネト、1953年には充電用ダイナモ、充電用リレー、回転計用発電機、1954年にはエンジンの点火調整用自動進角装置と、次々に自社製品を開発。
1960年、独自の技術で現在の主力製品であるキャンドモータポンプの開発に成功。
1991年には世界最大のケミカル産業を持つ北米にて、初めての海外現地法人TEIKOKU USA INC. を設立し、1994年には中国の大連市に大連帝国キャンドモータポンプ有限公司を設立。
現在では海外7ヶ国（アメリカ、中国、台湾、シンガポール、ドイツ、韓国、インド）に拠点を設立している。

## 歴代社長
| 氏名       | 在任期間              | 出身校               |
| ---------- | --------------------- | -------------------- |
| 入江慶次郎 | 1984年6月 - 2007年1月 | 姫路工業大学電気科   |
| 宮地国雄   | 2007年1月 - 2019年1月 | 大阪経済大学経営学部 |
| 白石邦記   | 2019年1月 - 2021年2月 | 日本文理大学工学部   |
| 頃安義弘   | 2021年2月 - 2024年6月 | 姫路工業大学工学部   |
| 村田潔     | 2024年6月 -           | 岡山大学経済学部     |

## 沿革
- 1939年（昭和14年）9月 - 株式会社帝国電機製作所を設立。鉄道保安設備としての電気信号装置、一般電気機械の製作販売を手がける。
- 1944年（昭和19年）2月 - 業務の拡張と戦時疎開のため、兵庫県揖保郡新宮町に新宮工場を竣工。
- 1947年（昭和22年）4月 - 電気自動車完成・販売。
- 1958年（昭和33年）
  - 4月 - 東京出張所を開設（現・東京営業所）。
  - 6月 - 軸方向空隙形誘導電動機（A型モータ）を試作。
- 1960年（昭和35年）4月 - キャンドモータポンプ1号機が完成。「テイコクモータポンプ」と命名。
- 1962年（昭和37年）
  - 1月 - 自吸式キャンドモータポンプが完成。
  - 4月 - 吸収式冷凍機用キャンドモータポンプが完成。株式会社協和電機製作所を設立。
- 1963年（昭和38年）
  - 4月 - テイコクかくはん機が完成。
  - 5月 - 大型変圧器用電動油ポンプが完成。
  - 7月 - 大阪営業所を開設。
  - 12月 - 株式会社平福電機製作所を設立。
- 1964年（昭和39年）5月 - 九州出張所を開設（現・九州営業所）。
- 1966年（昭和41年）11月 - 上月電装株式会社を設立。
- 1968年（昭和43年）12月 - 株式会社帝伸製作所を設立。
- 1970年（昭和45年）5月 - 名古屋出張所を開設（現・名古屋営業所）。
- 1971年（昭和46年）8月 - 東京サービス工場を開設。
- 1972年（昭和47年）1月 - 西部出張所を開設（現・西部営業所）。
- 1973年（昭和48年）
  - 3月 - 運転監視装置「テイコク・ロータリー・ガーディアン」（TRG）を発表。
  - 10月 - 化学プラントショーでボール回転式流量計が「CPアイデア賞」を受賞。
- 1979年（昭和54年）10月 - 化学プラントショーで、TRGが「最優秀製品賞」を受賞。
- 1986年（昭和61年）4月 - 帝和エンジ株式会社（現・帝和エンジニアリング）を設立。
- 1987年（昭和62年）3月 - 通商産業大臣より高圧ガス製造設備認定事業所として認定を受ける。
- 1988年（昭和63年）5月 - 超純水用ポンプ製造のためにクリーンルームを設置。
- 1991年（平成3年）11月 - 米国にて現地法人TEIKOKU USA INC.を設立。
- 1994年（平成6年）12月 - 合弁会社として大連帝国キャンドモータポンプ有限公司を設立。
- 1996年（平成8年）5月 - ISO 9001を認証取得。
- 1999年（平成11年）
  - 1月 - 台湾帝国ポンプ株式会社を設立。
  - 3月 - TEIKOKU SOUTH ASIA PTE LTD.を設立。
  - 5月 - 大阪証券取引所第2部に上場。
- 2001年（平成13年）3月 - ISO 14001を認証取得。
- 2002年（平成14年）7月 - TEIKOKU Electric GmbHを設立。
- 2005年（平成17年）
  - 2月 - 東京証券取引所第2部に上場。
  - 10月 - 株式会社帝国コリアを設立。
- 2006年（平成18年）9月 - 東京証券取引所第1部に上場。
- 2007年（平成19年）2月 - 大阪証券取引所第1部に上場。
- 2008年（平成20年）10月 - 技術開発センター及び上月電装の工場が竣工。大連帝国キャンドモータポンプ有限公司が工場を増設。
- 2009年（平成21年）
  - 2月 - 中国に無錫大帝キャンドモータポンプ修理有限公司を設立。
  - 6月 - 中国に済南大帝キャンドモータポンプ修理有限公司を設立。
- 2010年（平成22年）
  - 4月 - 平福電機製作所の新工場が竣工。
  - 5月 - Teikoku USA Inc.が米国TEXAS PROCESS EQUIPMENT COMPANY社のキャンドモータポンプ修理サービス事業を買収。
- 2012年（平成24年）3月 - 大連帝国キャンドモータポンプ有限公司が台湾帝国ポンプ有限公司を子会社化。
- 2013年（平成25年）
  - 8月 - 光都工場が竣工。
  - 12月 - 中国に成都大帝キャンドモータポンプ修理有限公司を設立。
- 2015年（平成27年）5月 - 韓国にTeikoku Korea Technical Service Co., Ltd.を設立。
- 2024年（令和6年）3月 - 100％子会社である平福電機製作所の事業停止を決定。

## 拠点
- 本社及び新宮事業所 - 兵庫県たつの市新宮町平野60番地
- 国際事業部 - 東京都台東区東上野5丁目2番5号　下谷ビル6階
- 東京営業所 - 東京都台東区東上野5丁目2番5号　下谷ビル6階
- 名古屋営業所 - 名古屋市中区錦1丁目20番19号　名神ビル5階
- 大阪営業所 - 大阪市中央区南久宝寺町3丁目6番6号　御堂筋センタービル9階
- 西部営業所 - 兵庫県たつの市新宮町平野60番地
- 九州営業所 - 北九州市小倉北区堺町2丁目1番1号　ライズ小倉ビル9階
- 千葉出張所 - 千葉県千葉市美浜区中瀬1丁目6番　エム・ベイポイント幕張16階
- 東京サービス工場 - 埼玉県草加市弁天4丁目12番4号
- 光都工場 - 兵庫県たつの市新宮町光都1丁目472-40
- 技術開発センター - 兵庫県たつの市新宮町光都3丁目29番2号

## 主力商品
- ポンプ
  - キャンドモータポンプ
  - 定量ポンプ
  - マグネットポンプ
  - スラリー自吸式ポンプ
  - 溶融塩用モータポンプ
  - 電動油ポンプ
  - トロコポンプ
- かくはん機
  - キャンドモータかくはん機
  - 破砕機
  - エアレータ
- その他
  - モータ回転方向検知器
  - 高圧注入装置
  - SF6電動送風機
  - 活線浄油機
  - ブレーキモータ
  - 電磁石

## グループ企業

### 国内
- 株式会社協和電機製作所
- 株式会社帝伸製作所
- 上月電装株式会社

### 海外
- TEIKOKU USA INC.（アメリカ）
- 大連帝国キャンドモータポンプ有限公司（中国）
  - 台湾帝国ポンプ有限公司 - 大連帝国キャンドモータポンプ有限公司の子会社
  - 無錫大帝キャンドモータポンプ修理有限公司 - 同上
  - 済南大帝キャンドモータポンプ修理有限公司 - 同上
  - 成都大帝キャンドモータポンプ修理有限公司 - 同上
- TEIKOKU ELECTRIC GmbH（ドイツ）
- TEIKOKU KOREA CO.,LTD.（韓国）
- TEIKOKU SOUTH ASIA PTE LTD.（シンガポール）
- Hydrodyne(India)Pvt.Ltd. （インド）